# Mau rākau
Mau rākau è un'arte marziale che si basa sulle armi Maori. Il suo significato equivale a: "portare un'arma".

## Armi

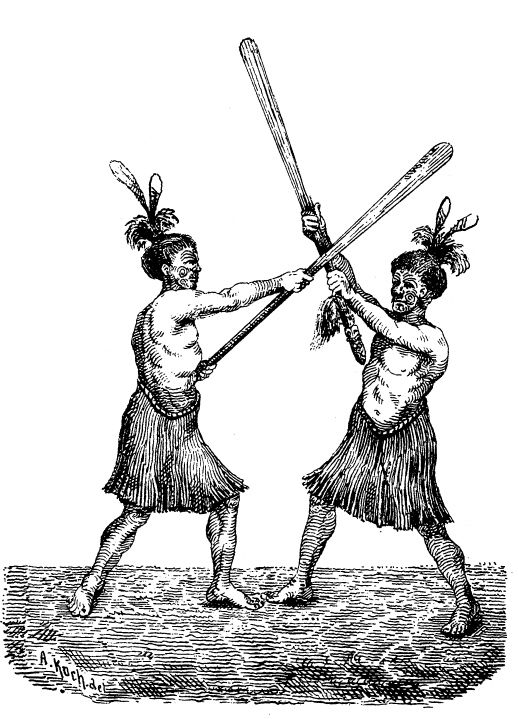
Taiaha - 'quarta posizione'

Mau rākau è un termine generico con il quale ci si riferisce al sapiente uso delle armi. Si dice che il sapiente uso delle armi sia stato insegnato nella Whare-tū-taua (Casa o scuola di guerra). Il termine Mau taiaha è utilizzato per riferirsi all'utilizzo della taiaha e no è necessario includere altre armi.
Corsi regolari vengono svolti nell'Isola di Mokoia nel Lago Rotorua per l'insegnamento dell'uso della taiaha.

## Mitologia

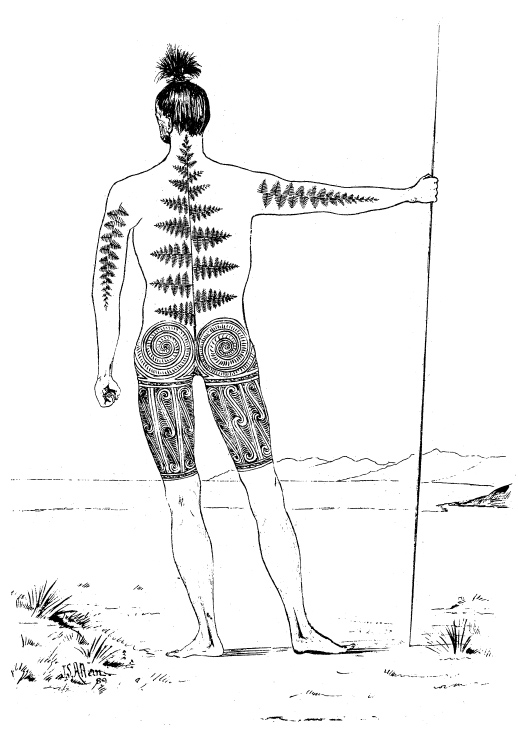
Un uomo con un tao

Si narra che le armi taiaha e patu siano state tramandate da Tāne, dio delle foresta e da Tū, dio della guerra, i due figli di Rangi-nui e Papatuanuku. La Whare-tū-taua, (Casa della guerra), è un termine che copre le basi dell'educazione dei giovani toa, (guerrieri), nell'arte della guerra. La Whare-tū-taua è governata dal dio Tū, che rappresenta l'umana tendenza a creare guerre e conflitti.